# Суккуб (Южный Парк)
Суккуб (англ. The Succubus) — эпизод 303 (№ 34) сериала «Южный Парк», премьера которого состоялась 21 апреля 1999 года.

## Сюжет
Картман должен идти на осмотр к окулисту, которого он ненавидит за то, что тот насмехается над весом Эрика. Доктор говорит Картману, что у него плохое зрение, и даёт ему очки, которые прибивает степлером к голове Картмана, чтобы тот не мог их снять. Затем Стэн, Кенни, Кайл и Картман обнаруживают, что Шеф уволился из школьной столовой и его место занял мистер Дёрп, стереотипный мультипликационный персонаж, пытающийся покорить детей глупыми шутками в жанре «буффонады». Мальчики узнают, что у Шефа появилась новая подружка, Вероника, которая полностью поменяла всю жизнь Шефа, превратив поющего соул весёлого мужчину в заурядного офисного служащего. Помимо этого, Вероника часто поёт песню из фильма «Приключение „Посейдона“», «The Morning After», которая заменила Шефу его старые песни о женщинах. Мальчики чувствуют, что Вероника пытается отнять у них Шефа, и приходят в ужас, когда узнают, что пара собирается пожениться.
Ребята спрашивают совета у мистера Гаррисона, который предполагает, что Вероника может быть суккубом: демоницей, посланной из Ада, чтобы высасывать жизнь из мужчин. Мальчики пытаются предупредить об этом Шефа, но не могут поговорить с ним из-за приготовлений к свадьбе. Вместо этого они встречаются с родителями Шефа, которые одержимы Лох-Несским чудовищем, заявляя что оно их преследует, постоянно выпрашивая у них «трипесят» ($3.50).
Халтурная попытка лазерной коррекции зрения делает Картмана временно слепым, и, пока ребята насмехаются над ним, Вероника приходит к ним с визитом. Ей удается убедить мальчиков в том, что она вовсе не монстр, но перед самым уходом она неожиданно принимает демоническое обличье; маниакально смеясь и рыча, она кричит, что они не смогут помешать ей выйти за Шефа. Ребята пытаются рассказать о произошедшем Шефу на предсвадебном ужине, но он не хочет их слушать, и они отправляются домой к Картману, чтобы придумать, как остановить свадьбу.
Мальчики выясняют, что суккубы контролируют разум мужчин с помощью определённой мелодии, и исполнение этой песни задом наперёд наносит суккубам вред. Ребята вспоминают, что Вероника всегда поёт «The Morning After», и на свадьбе Картман включает песню задом наперёд, а Стэн и Кайл поют слова в обратном порядке. Песня действует на Веронику, и она начинает терять человеческое обличье. Затем магнитофон зажёвывает плёнку, Вероника срывает с себя человеческую оболочку, превращается в красноглазого монстра с крыльями летучей мыши и начинает летать по церкви и всё крушить, попутно убив Кенни. Несмотря на повязку на глазах и сонливость, вызванную скучной свадебной церемонией, Картману удаётся починить кассету; мальчики допевают песню, и Вероника проваливается в Ад. После её исчезновения с Шефа спадают чары, и он извиняется перед ребятами за то, что их игнорировал.
Картман возвращается к окулисту, который говорит ему, что с таким плохим зрением Картман будет вынужден носить очки всю жизнь. Эрик решает эту проблему, убедив доктора пересадить ему глаза Кенни. Доктор просит у Картмана $3.50. Это даёт повод подозревать, что доктор — очередное обличье Лох-Несского чудовища.

## Смерть Кенни
- Смерть Кенни обыгрывается в середине эпизода. Когда дети ждут Шефа с вечера, показан кадр, когда ночью Кенни грызут крысы. Однако утром он стоит как ни в чём не бывало.
- После того, как Вероника теряет человеческий облик и начинает летать по церкви, она приземляется на Кенни и давит его насмерть. Стэн говорит: «О боже мой, она убила Кенни!», а Кайл добавляет «Сволочь!». Позже Картман, сидя в опустевшей церкви и ничего не видя, интересуется, в порядке ли Кенни.

## Пародии
- Персонаж мистер Дёрп произошёл от термина «дёрп», которые Мэтт Стоун и Трей Паркер изобрели в фильме «БЕЙСкетбол» в качестве самой тупой из всех возможных шуток. Термин также использовался в эпизоде «Самый большой говнюк во вселенной».
- Надпись на стене в офисе Шефа «All work and no play makes Jake an ideal employee!» является переиначенной английской поговоркой (а также, возможно, отсылкой к книге Стивена Кинга «Сияние»).

## Факты
- У мистера Дёрпа такой же голос, как у Роба Шнайдера в эпизоде «Самый большой говнюк во вселенной». Также этим голосом озвучен персонаж, гуляющий по улице с магнитофоном, в эпизоде «Кубок Стэнли».
- Когда Стен, Кайл и Кенни сидят перед родителями Шефа, можно заметить что после смены кадра, Кенни и Кайл меняются местами.
- После смерти Кенни его тело исчезает, а потом вновь появляется.
- В классе висит картина Ван Эйка «Портрет четы Арнольфини».